# Bedik
Die Sprache Bedik (ISO 639-3 ist tnr; auch bande, basari du bandemba, budik, ménik, tandanke, tenda und tendanke) ist eine westatlantische Sprache, die von 3.380 Angehörigen der Volksgruppe der Bedik gesprochen wird, die im Südosten Senegals namentlich das Iwol-Plateau bewohnt. Die traditionelle Bezeichnung für die Sprache ist Ménik. Sie zählt zur Gruppe der Tendik-Sprachen innerhalb der Niger-Kongo-Sprachfamilie.
Die Sprache ist fast ausgestorben, da die Sprecher immer mehr das französische, die Amtssprache Senegals, übernehmen. Bedik ist verwandt mit der Sprache Basari [bsc].